# Жули или Новата Елоиза
„Жули или Новата Елоиза“ (на френски: Julie, ou la nouvelle Héloïse) е епистоларен роман на женевския писател Жан-Жак Русо, издаден през 1761 година.
Сюжетът описва любовната връзка между мъж и жена с паралели с класическата история за Пиер Абелар и Елоиз, която Русо използва, за да изложи своята етическа теория за автентичността, като превъзхождаща рационалните принципи на морала. Романът е забранен от Католическата църква, но придобива голяма популярност, като някои съвременни историци дори го определят като „може би най-големият бестселър на столетието“.